# Ángela Cervantes
Ángela Cervantes Sorribas (Barcelona, 2 de enero de 1993) es una actriz española de cine y televisión, nominada al Premio Goya en dos ocasiones, en 2022 como mejor actriz revelación por su trabajo en Chavalas y en 2023 como mejor actriz de reparto por La maternal.
Es hermana del también actor Álvaro Cervantes.

## Biografía
Ángela Cervantes Sorribas nació en Barcelona el 2 de enero de 1993 en el barrio de Poblenou, hija de un comerciante de informática llamado Juan Ramón y de una florista de nombre Emilia. Es hermana del también actor Álvaro Cervantes. Se interesó por la actuación tras interpretar teatro en su colegio.

## Filmografía

### Cine
| Año  | Película               | Director/a            | Personaje |
| ---- | ---------------------- | --------------------- | --------- |
| 2021 | Chavalas               | Carol Rodríguez Colás | Soraya    |
| 2021 | Donde caben dos        | Paco Caballero        | Victoria  |
| 2022 | La maternal            | Pilar Palomero        | Penélope  |
| 2022 | Un novio para mi mujer | Laura Mañà            | Sara      |

2025  La furia, protagonista.

### Televisión
| Año       | Serie           | Personaje | N.º de episodios |
| --------- | --------------- | --------- | ---------------- |
| 2017-2021 | Com si fos ahir | Anna      | 119 episodios    |
| 2019      | Vida perfecta   | Ro        | 3 episodios      |

## Premios y nominaciones
| Premio                         | Año  | Categoría                       | Trabajo nominado | Resultado | Ref.   |
| ------------------------------ | ---- | ------------------------------- | ---------------- | --------- | ------ |
| Medallas del CEC               | 2022 | Mejor actriz revelación         | Chavalas         | Nominada  | [ 13 ] |
| Premios Goya                   | 2022 | Mejor actriz revelación         | Chavalas         | Nominada  | [ 14 ] |
| Premios Goya                   | 2023 | Mejor actriz de reparto         | La maternal      | Nominada  | [ 15 ] |
| Premios Gaudí                  | 2022 | Mejor actriz secundaria         | Chavalas         | Ganadora  | [ 16 ] |
| Premios Gaudí                  | 2023 | Mejor actriz secundaria         | La maternal      | Ganadora  | [ 17 ] |
| Premios Feroz                  | 2023 | Mejor actriz secundaria         | La maternal      | Nominada  | [ 18 ] |
| Premios de la Unión de actores | 2023 | Mejor actriz secundaria de cine | La maternal      | Nominada  | [ 19 ] |